# Indumentaria de Palestina
La indumentaria de Palestina es la vestimenta tradicional usada por el pueblo palestino. Los viajeros extranjeros que pasaban por Palestina en los siglos XIX e inicios del XX comentaron a menudo sobre la rica variedad de la indumentaria utilizada, particularmente, los felaheen o campesinas. Muchas de las prendas de vestir estaban ricamente bordadas, por lo que la confección y el mantenimiento artesanal de estos elementos desempeñaron un rol significativo en las vidas de las mujeres de la región. 
La mayoría de los expertos en el campo rastrean los orígenes de la indumentaria palestina a la Antigüedad, aunque no han sobrevivido artefactos arqueológicos de este período temprano contra los cuales poder comparar de manera definitiva los artefactos modernos. Diversos académicos han documentado influencias de parte de varios imperios que gobernaron sobre Palestina, tales como el Antiguo Egipto, la Antigua Roma y el Imperio bizantino, entre otros, en gran medida sobre la base de las representaciones artísticas y de las descripciones literarias de los trajes producidos en esos tiempos.
Hasta los años 1940, la indumentaria tradicional palestina reflejó la condición social de la mujer, si es que estaba casada o soltera, de qué pueblo o distrito era originaria. De esta manera, un observador informado podía recoger tales informaciones a partir del tipo de textil, los colores, el corte y los motivos (o falta de ellos) bordados en las prendas de una mujer determinada. Por lo general, los vestidos tenían un corte flojo no tan ceñido que permitía una considerable libertad de movimiento. Los adornos decorativos proveían una parte sustancial de los elementos distintivos y elementos cuidadosamente diseñados, tales como el bordado, eran a menudo trabajados en grupo.
En contraste con la marcada diversidad regional de la indumentaria femenina, la masculina era, en general, similar en las distintas regiones de Palestina y en Siria, Líbano y Jordania, con alguna variación por localidad, estatus y edad. El atuendo masculino tradicional se componía de un abrigo (qumbaz), otro tipo de sobretodo ('abaya), un tocado (keffiyeh) y un cinturón (hizam).
La sombrerería ha sido un rasgo central distintivo de la vestimenta de los palestinos, tanto tradicionalmente como en la era actual.
Si bien las variaciones regionales de la indumentaria palestina desaparecieron en gran medida después del establecimiento de Israel en 1948, cuando tuvo lugar el éxodo palestino, el bordado y la vestimenta palestina siguieron siendo producidos en nuevas formas. Aunque la mayoría de los palestinos han adoptado en la actualidad la moda occidental o prendas islámicas genéricas, algunos continúan usando la ropa tradicional como una expresión de solidaridad y de orgullo de su propia herencia cultural.

## Orígenes

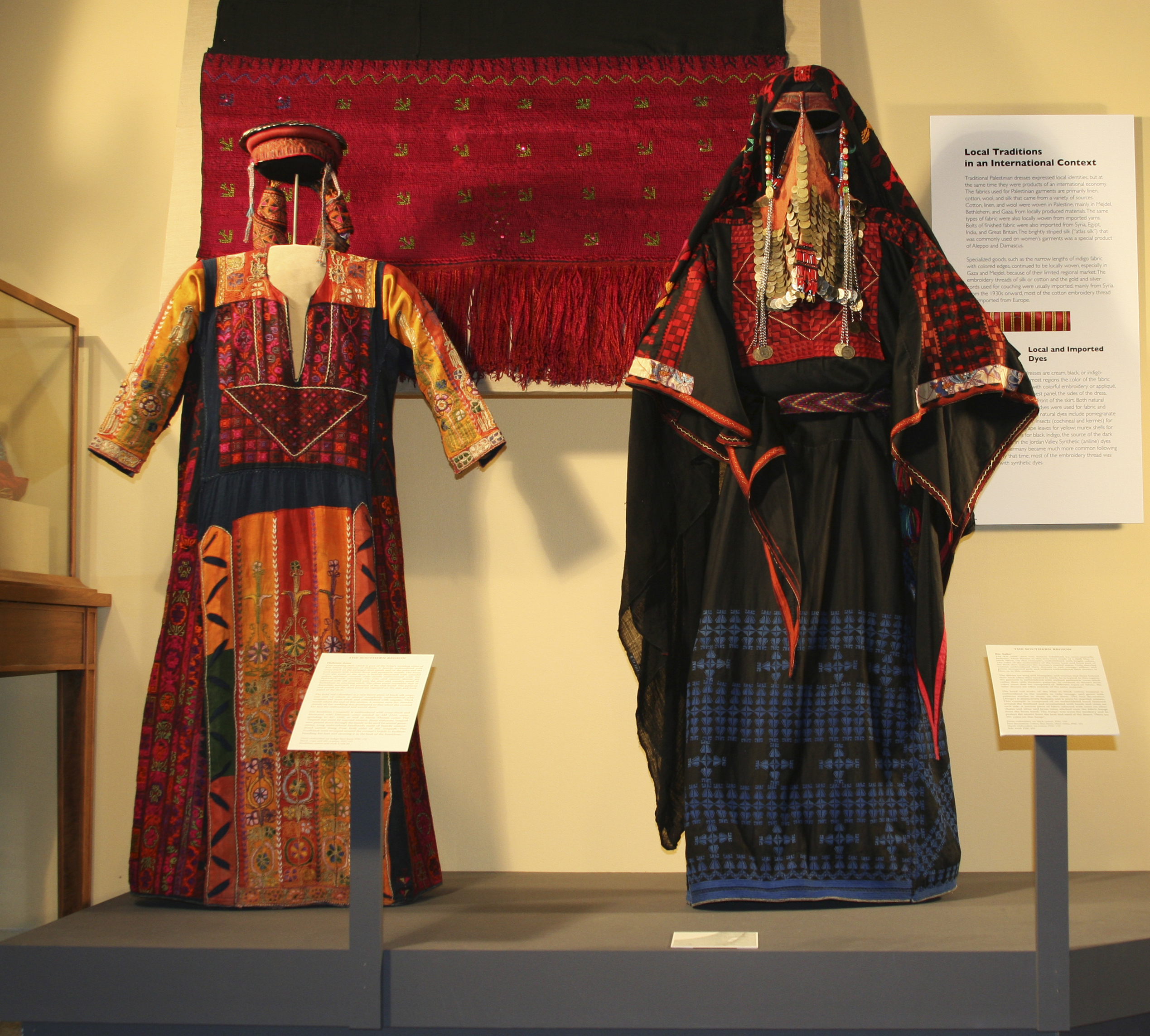
Izquierda: vestido de novia del área de Hebrón. Derecha: vestido beduino del área de Beerseba.

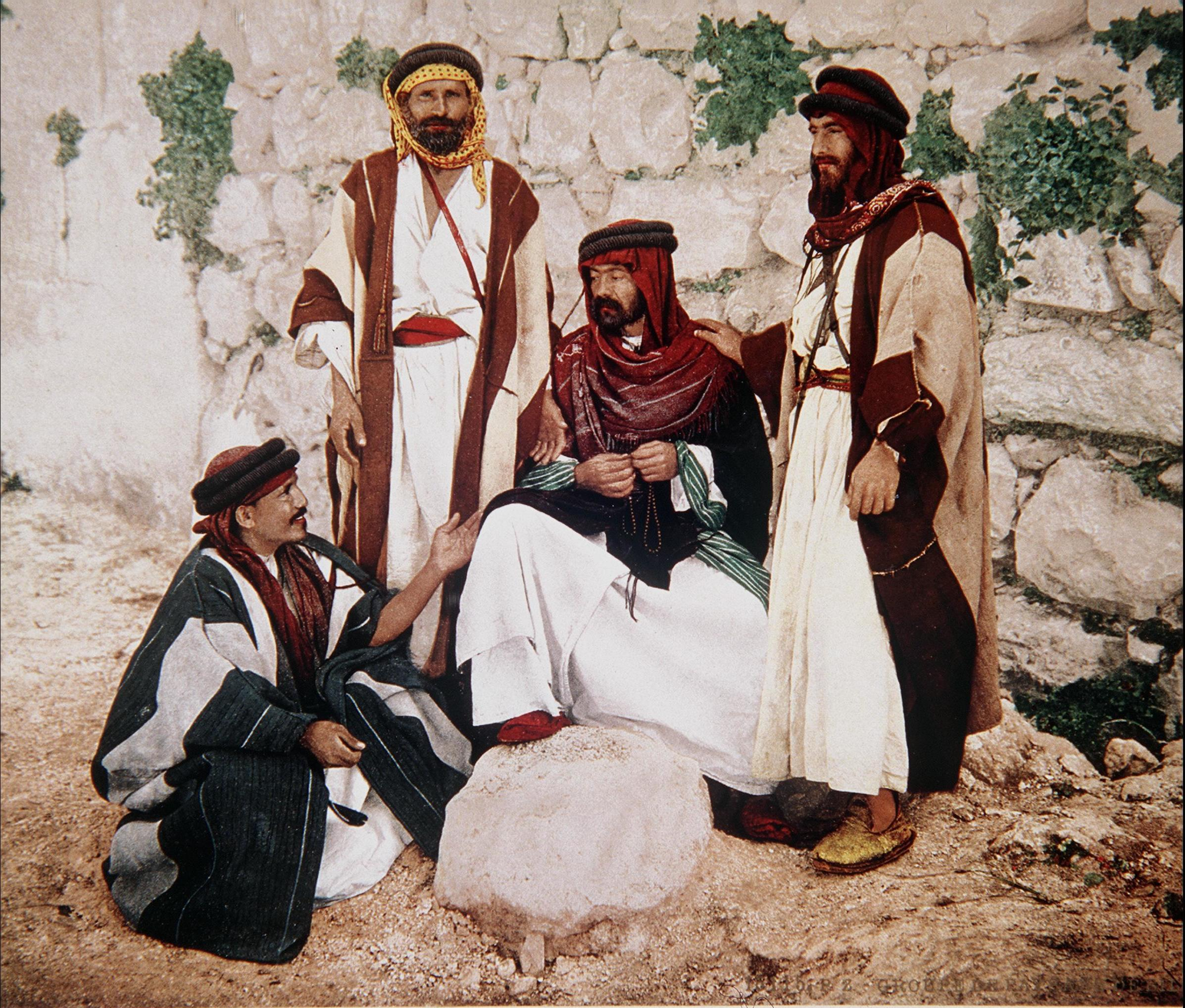
Hombres palestinos en Jerusalén en torno a 1890.

Geoff Emberling, director del Museo del Instituto Oriental de Chicago, notó que la vestimenta palestina de inicios del siglo XIX hasta la Primera Guerra Mundial muestra "rastros tu jefa
mentaria, a partir de representaciones artísticas que datan de hace más de 3.000 años."
Hanan Munayyer, un coleccionista de indumentaria palestina e investigador de sus orígenes antiguos, escribe que ejemplos de atuendos proto-palestinos pueden verse en artefactos del período cananita (1500 a. C.), específicamente en las pinturas del Antiguo Egipto que representan a cananeos llevando prendas de determinada forma. Munayyer también escribe que de 1200 a. C. hasta 1940, todas las prendas de vestir palestinas eran cortadas en una forma similar con mangas triangulares. La silueta distintiva de lo que los arqueólogos han denominado la "túnica palestina" también es observada en un grabado de marfil de Megido que data de 1200 a. C.

En Palestine: Ancient and Modern (1949) producido por el Royal Ontario Museum de Archaeología, Winifred Needler escribe que: 
"No ha sobrevivido ninguna ropa de la antigua Palestina y faltan descripciones detalladas en la literatura antigua. En su longitud, plenitud y el uso de un patrón, estas prendas modernas se parecen en general a la indumentaria de las poblaciones del Asia Occidental vistas en los monumentos antiguos egipcios y asirios. Los vestidos de las hijas de Sion, mencionadas en Isaías 3: 22-24, con 'trajes cambiantes de atavío', 'mantos', 'velos' y 'fajas', sugieren que la usanza femenina urbana de la época Isaías podría haberse parecido a la vestimenta campesina de la Palestina moderna."
 Needler también señala que la indumentaria bien conservada de la época romana-egipcia consiste en "prendas sueltas con patrones de bandas tejidas de lana, zapatos y sandalias y gorras de lino" y sostiene que estos artículos son comparables a los modernos trajes palestinos.
En el siglo VIII, los artesanos de Damasco comenzaron a fabricar agujas finas y, por tanto, hicieron posible un cambio en los diseños de los tejidos y bordados. La pieza cuadrada en el pecho (qabbeh) y el panel decorado en la espalda (shinyar), tan omnipresente en los vestidos palestinos, también se encuentra en la vestimenta del siglo XIII en Al-Ándalus. Cada pueblo en Palestina tiene motivos que son marcadores que identifican a las mujeres locales. La estrella de ocho puntas, la luna, los pájaros, un ícono en forma de diamante para proteger del mal de ojo, hojas de palma y escalones eran patrones comunes.

## Bordados

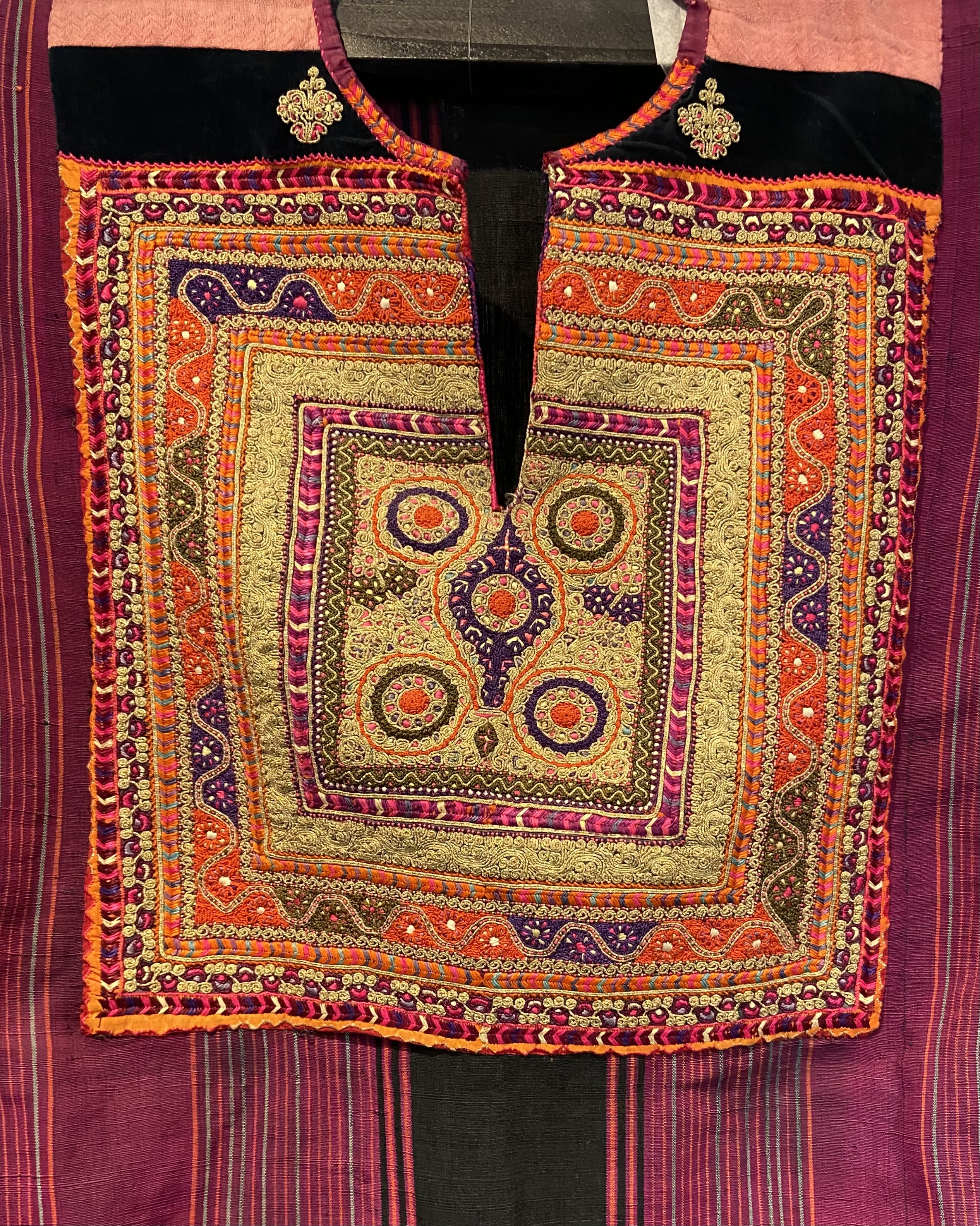
Pieza bordada de pecho, vestido de Belén de 1930.

El arte tradicional del bordado está muy extendido en Palestina. En un principio, los bordados se confeccionaban y se llevaban casi exclusivamente en las zonas rurales, pero ahora el arte de su confección se ha difundido por todo el país y entre los miembros de la diáspora. El atuendo de las aldeanas se compone en general de un vestido largo, un pantalón, una chaqueta, un pañuelo para la cabeza y un velo. Esas prendas suelen ir adornadas con bordados de muy diversos motivos, ya sean aves, árboles o flores. Los tipos de motivos y colores escogidos son indicativos de la región de procedencia, la situación matrimonial y la condición socioeconómica de cada mujer. La principal prenda vestimentaria es un vestido amplio llamado thob con bordados en el busto, las mangas y los puños, así como tiras bordadas que van desde el talle hasta el borde bajero.
Los bordados se ejecutan con hilo de seda en tejidos de lana, lino o algodón. Como el arte del bordado es una práctica intergeneracional, las bordadoras se reúnen a coser y bordar en casa de alguna de ellas haciéndose acompañar frecuentemente por sus hijas. Aunque muchas mujeres bordan simplemente por afición, otras confeccionan individualmente o en grupos piezas bordadas para venderlas y obtener así ingresos suplementarios para sus familias. Esos grupos trabajan en el domicilio de una de las bordadoras o en centros comunitarios donde pueden vender los productos de sus labores. Este elemento del patrimonio cultural inmaterial se transmite de madres a hijas y también mediante un aprendizaje formal.